# Adat

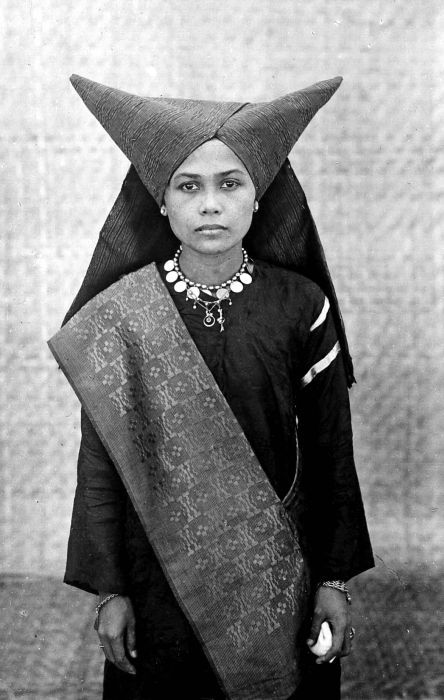
Minangkabau-vrouw in adatkostuum West-Sumatra

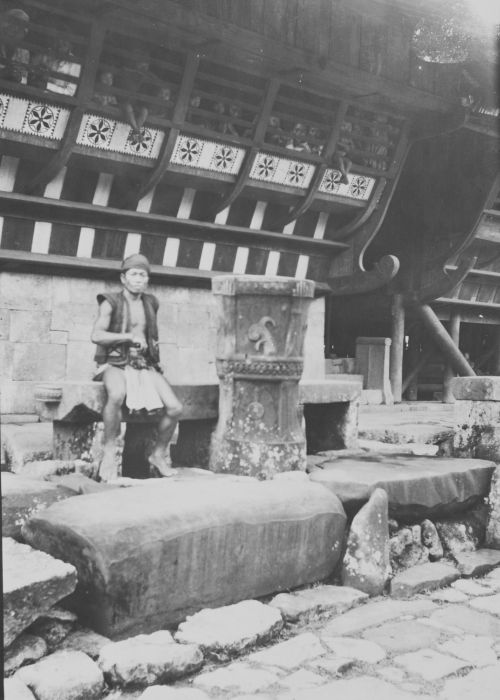
Een man zit op de megalieten voor een adathuis op Nias, Indonesië, Wereldmuseum Amsterdam

Adat (Indonesisch; in het Turks: Adet) betekent "gewoonte" of "traditie". Het woord is afgeleid van het Arabische woord adah (ﻋﺎﺪﺔ, ʿādah, zie artikel: sharia). Adat is de combinatie van (vaak pre-islamitische) sociale leefregels, omgangsnormen en traditionele gebruiken. Voor veel Indonesiërs staat het kennen van (en leven naar) de adat gelijk aan welopgevoed en beschaafd gedrag. Als iemand onbeleefd is of zich onbehouwen gedraagt wordt er wel gezegd: 'tidak tahu adat' (hij of zij kent geen adat, met andere woorden: hij of zij is een barbaar)
Naast de sociale regels van de adat (die van eiland tot eiland en per gebied kunnen verschillen) worden ook traditionele kleding, zang, dans en architectuur als deel van de adat beschouwd.
Een van de bekendste wetenschappers die zich met adat bezighield was Cornelis van Vollenhoven.